# みつまめ

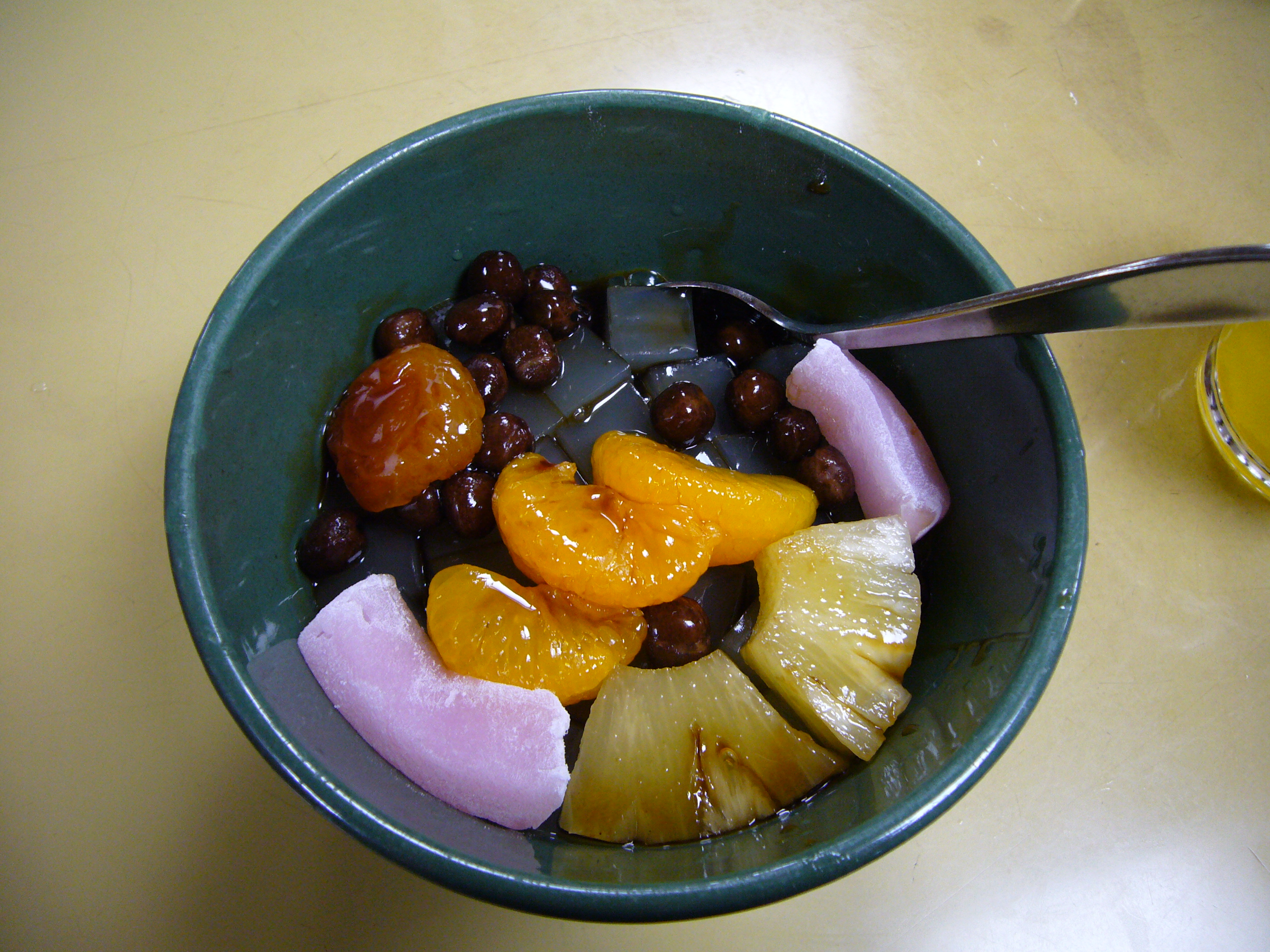
浅草「梅園」のみつまめ

みつまめ（みつ豆、蜜豆）は和風の甘味、デザートのひとつ。もとは夏の食べ物で俳諧でも夏の季語になっているが、現在では四季を問わず食べられている。
みつまめの原形は江戸時代に売られていた糝粉細工の船に赤エンドウマメを入れて蜜をかけた子供向けの菓子であった。
現在の基本形態のみつまめは、ゆでた赤エンドウマメ、さいの目に切った寒天、求肥、白玉だんご、ミカンやモモなどのフルーツ（シロップ漬けされた缶詰を使うことが一般的）などを器に盛って、黒蜜や糖蜜（もしくはシロップ）をかけたものだが、これらの形態は1903年（明治36年）に浅草の「舟和」が売り出したものが最初と言われる。銀の容器に赤エンドウマメ、賽の目に刻んだ寒天、あんず、切り餅などを入れ蜜をかけたものであった。舟和はみつまめを当時流行していた「ビヤホール」「ミルクホール」にあやかった「みつ豆ホール」と名付けた西洋風喫茶で売り出し、大人向けの甘味として好評を博した。
1930年（昭和5年）には銀座のお汁粉屋「若松」がみつまめに餡をのせたあんみつを発売した。
今では盛り合わせる具によって数多くの種類がある。

## 様々なみつ豆

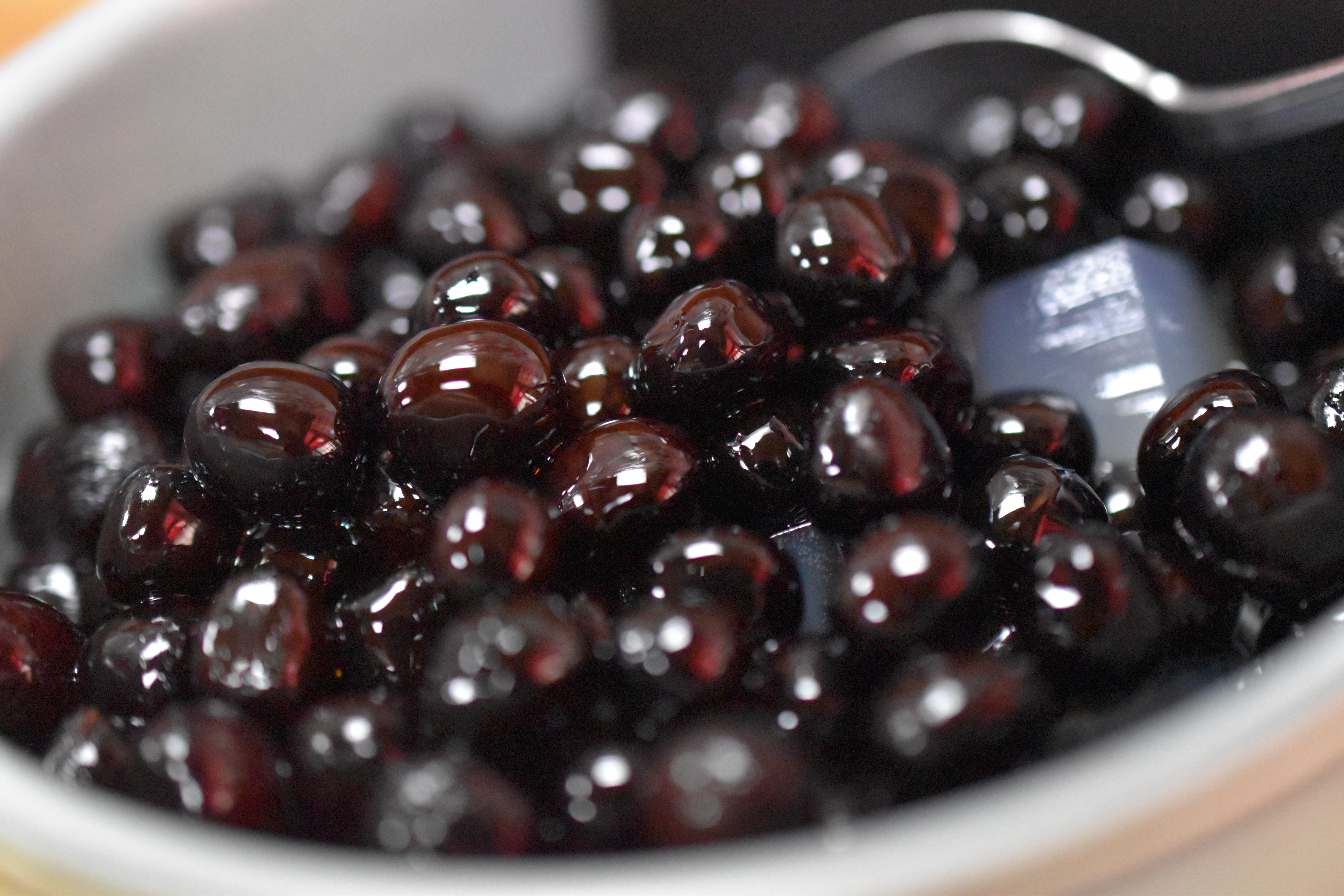
浅草「梅むら」の豆かん

あんみつ
アズキ餡（つぶ餡、こし餡の両方がある）を盛り付けたもの
豆かん
マメと寒天のみのもの
クリームみつ豆
アイスクリームやソフトクリームを盛りあわせたもの（ホイップクリームの場合もある）
フルーツみつ豆
切り分けた果物を盛り合わせたもの
コーヒーみつ豆
さいの目に切ったコーヒーゼリーを盛り合わせたもの